# Вана (река)
Вана (ест. Vääna jõgi) река је у Естонији која протиче северним делом земље преко територије округа Харјума. Свој ток започиње као отока маленог језера Паекна, тече у смеру запада, северозапада и севера и након 64 km улива се у Фински залив Балтичког мора код села Вана Јиесу, на око двадесетак километара западно од Талина.
Укупна површина басена реке Ване је око 316 km². Најважније притоке су Пилма и Паскила са десне, те јарве са леве стране. У горњем делу тока протиче кроз варошицу Саку. Укупан пад корита је око 40 метара, односно у просеку 0,69 метара по километру тока.